# Морис Дюгатие
Морис Дюгатие (на френски: Maurice Dugautiez) е белгийски инженер и психоаналитик, един от пионерите на психоанализата в Белгия.

## Биография
Роден е през 1893 година близо до Турне, Белгия, в семейство от средната класа. В началото се самообучава и води много лекции в социалистически политическо-културен форум.
През 1933 г. среща Фернанд Лечат, с когото стават близки и имат общ интерес към психоанализата. Двамата се свързват с Едуард Пичон, който тогава е президент на Парижкото психоаналитично общество и по негов съвет започват обучителна анализа с д-р Ернст Хофман. Втората световна война прекратява контактите помежду им, но с края през 1945 г., те отново са възобновени. Дюгатие и Лечат са поканени да ходят на курс в Парижкия психоаналитичен институт и от следващата година Дюгатие става пълен член на Парижкото психоаналитично общество. На следващата 1947 г., двамата основават Белгийската асоциация на психоаналиците и започват да обучават кандидати за психоаналитици. Поради влошеното здраве на Дюгатие, в резултат на обгазяване от Първата световна война, Лечат поема по-голяма част от дейностите, включително и редакцията на „Bulletin de l'Association des psychanalystes de Belgique“ (Бюлетин на белгийската асоциация на психоаналитиците).
Умира през 1960 година в Брюксел на 67-годишна възраст.

## Кратка библиография
- Dugautiez, Maurice. (1953). J. Leuba n'est plus. Bulletin de l'Association des psychanalystes de Belgique, 15.
- Dugautiez, Maurice. (1953). Réflexions sur l'article „Les ten-dances de la psychanalyseà New York“ du Pr. Reding. Bulletin de l'Association des psychanalystes de Belgique, 16.